# Muhammad Kan (Ilkan)
Muhammad Khan (fallecido en julio de 1338) fue un reclamante al trono del ilkanato. Era bisnieto de Mengu Timur, que era hijo de Hulagu.
Durante la disolución del Ilkanato tras la muerte de Abu Sa'id en 1335, el yalayerí Hasan Buzurg puso en el trono a Muhammad Kan. Muhammad, que aún era un niño pequeño, era de sangre mongol y, por lo tanto, era una forma de legitimar el gobierno de Hasan Buzurg desde Bagdad. En una batalla que tuvo lugar el 26 de julio de 1336, Hasan Buzurg y Muhammad Khan derrotaron a las fuerzas de 'Ali Padshah y su títere Ilkhan, Musa. Hasan Buzurg instaló entonces su reclamante en Tabriz. En los próximos años, los dos fortalecieron su dominio sobre el oeste de Persia, pero la aparición de Hasan Kucek un príncipe de la Dinastía chupanida interrumpió sus planes. Las dos partes opuestas se enfrentaron en el área de Alataq el 16 de julio de 1338, con Hasan Buzurg y Muhammad Khan sufriendo la derrota. Después de que Hasan Buzurg huyó, Muhammad Khan fue capturado por los Chupanidas y ejecutado.